# Miniophyllodes aurora
Miniophyllodes aurora är en fjärilsart som beskrevs av Joannis 1912. Miniophyllodes aurora ingår i släktet Miniophyllodes och familjen nattflyn. Inga underarter finns listade i Catalogue of Life.